# Piveteausaure
Piveteausarus ("llangardaix de Piveteau") és un gènere representat per una única espècie de dinosaure teròpode megalosàurid, que va viure en el Juràssic mitjà (fa aproximadament 162 milions d'anys, en el Cal·lovià), en el que avui és Europa.
Les restes són similars a al·losaure, però més allargat, i amb les crestes supraoculars no tan pronunciades. Tenia una grandària estimada d'11 metres de llarg i un pes estimat de 2 tones. L'espècie tipus és Piveteausaurus divesensis, classificada per Taquet i Welles en 1977, originalment descripta com Eustreptospondylus divesensis per Walker en 1964.